# Optoelectronics Group
Optoelectronics Group je grupacija specijalizovanih firmi u  okviru kruga Elektronske Industrije u Nišu koje  pripadaju Hi Tech programu optoelektronskih tehnologija.
Ovu grupu specijalizovanih firmi čiji se proizvodni programi baziraju na proizvodnji optoelektronskih komponenti i  uredjaja čine sledeće firme: 
- Harder Digital Sova, sa osnovnim proizvodnim programom proizvodnje optoelektronskih komponenti i uređaja,
- Real Electronics Serbia sa programom proizvodnje elektronskih komponenata i minijaturnih izvora za napajanje u oblasti optoelektronike

- Photon Optronics, čiji je program baziran na proizvodnji optoelektronskih komponenati od optičkih vlakana,

- Sova NVision, čiji je program usmeren na finalne optoelektronske uređaje.

Time je zaokružen celokupni koncept tehnologija i proizvodnji u okviru ovih firmi i strateški značaj obezbedjenja svih ključnih komponenti sopstvenim razvojem.
Sve firme su tržišno orijentisane ka izvozu, ali i sa jakim akcentom na razvoj domaćeg tržišta.
Grupacija posluje u okviru klastera  NICAT i uspešno sarađuje sa više preduzeća u Nišu i Beogradu.

## Partneri
Komponenta tržišta bila odlučujuća u nameri da se nađe strateški partner za ozbiljniji nastup na inostrano tržište. Firma  Harder Digital  iz Nemačke je svojim proizvodnim programom i konceptom daljeg proširenja proizvodnih kapaciteta i asortimana bila pravi zainteresovani partner. Za plasman proizvoda ovih firmi očekuje se povećanje obima i na svetskom tržištu.

## Planovi
U sledećem periodu ova grupa za optoelektronske tehnologije planira da postane značajna baza za razvoj visokih tehnologija u Srbiji.